# STS-33
STS-33 byla mise amerického programu raketoplánů, konkrétně stroje Discovery v listopadu 1989. Byl to 32. start raketoplánu a 9. let stroje Discovery. Hlavním cílem letu bylo vynesení satelitu (ELINT) pro ministerstvo obrany.

## Posádka
- Frederick D. Gregory (2) – velitel
- John E. Blaha (2) – pilot
- F. Story Musgrave (3) – letový specialista
- Manley L. Carter, Jr. (1) – letový specialista
- Kathryn C. Thorntonová (1) – letový specialista

V závorkách je uveden dosavadní počet letů do vesmíru včetně této mise.

## Poznámka
- Stanley Griggs – byl původně určen pilotem mise, zemřel ale při leteckém neštěstí 5 měsíců před startem.